# 미국 과학기술정보국
미국 과학기술정보국(영어: Office of Scientific and Technical Information, OSTI)는 미국 에너지부 산하의 과학 연구소(Office of Science)의 소속 기관이다. 과학 정보 사이트 Science.gov 등을 운영하고 있다.